# Midtiklumpen
Der Miditklumpen (südsamisch: Åakerebahke) ist ein 1333 moh. hoher Berg in Norwegen. Er liegt unweit der schwedischen Grenze in der Provinz Trøndelag und gehört zur Gemeinde Lierne. Die Schartenhöhe des Berges beträgt 820 m, die Dominanz gegenüber dem nächsthöheren Berg, dem Hestkjøltoppen (1390 moh.), beträgt 35 km. Der Miditklumpen ist zudem der höchste Berg des Blåfjella-Skjækerfjella-Nationalparks.